# Michelle Kwan
Michelle Wing Kwan (Torrance, 7 luglio 1980) è un'ex pattinatrice artistica su ghiaccio statunitense, campionessa mondiale nel singolo femminile.

## Biografia
Figlia di immigrati cinesi, ha iniziato a pattinare a cinque anni presso il Los Angeles Figure Skating Club. Allenata da Frank Carroll, nel 1994 è diventata campionessa mondiale juniores. Lo stesso anno, la quattordicenne Kwan si è classificata seconda ai campionati nazionali statunitensi assoluti e ottava ai campionati mondiali di pattinaggio di figura seniores.
Il secondo posto ai campionati nazionali le avrebbe assicurato la partecipazione alle successive olimpiadi invernali ma la federazione ha assegnato quello che sarebbe dovuto essere il suo posto a Nancy Kerrigan, che era stata vittima di un'aggressione organizzata dall'ex marito della sua rivale Tonya Harding. Michelle ha preso comunque parte alla spedizione di Lillehammer come riserva, ma non ha potuto gareggiare.
A livello nazionale ha ottenuto altri due secondi posti nel 1995 e nel 1997. Nel 1996 ha vinto il suo primo titolo nazionale statunitense. Dal 1998 fino al 2005 è stata campionessa statunitense del singolo donne per otto volte consecutive. Unite al successo del 1996 ha portato il totale a nove titoli (non consecutivi) vinti, eguagliando il primato di Maribel Vinson.
A livello internazionale, dopo il quarto posto ai mondiali del 1995, nel 1996 ha vinto il titolo mondiale. Da allora fino al 2004 è salita sempre sul podio ad ogni edizione dei mondiali, conquistando complessivamente 5 ori, 3 argenti e un bronzo. Ai Giochi olimpici invernali ha vinto una medaglia d'argento ai XVIII Giochi olimpici invernali di Nagano (1998) e una di bronzo ai XIX Giochi olimpici invernali di Salt Lake City (2002).
Al suo palmarès personale manca solo l'oro olimpico: le speranze di conquistarlo ai XX Giochi olimpici invernali di Torino (2006) sono svanite pochi giorni prima della gara, quando, già a Torino, Michelle Kwan ha annunciato il suo ritiro dalla competizione olimpica a causa di un infortunio, che già l'aveva tenuta fuori dai campionati statunitensi nel gennaio 2006.
Dopo essere stata seguita per dieci anni da Frank Carroll, nel 2000 ha interrotto bruscamente la collaborazione con l'allenatore appena due giorni prima di un'importante competizione, Skate America. Si è allenata da sola nella stagione 2001-2002, poi ha lavorato per circa un anno con Scott Williams. Dall'ottobre 2003 è stata seguita da Rafael Arutunian.
Ha pubblicato diversi libri, destinati principalmente ai lettori più giovani, bambini ed adolescenti. Nel 1999 è apparsa come personaggio del videogioco Michelle Kwan Figure Skating. Anche sua sorella maggiore Karen ha gareggiato nel pattinaggio di figura a livello internazionale.

## Palmarès
| Internazionali | Internazionali | Internazionali | Internazionali | Internazionali | Internazionali | Internazionali | Internazionali | Internazionali |         |         |         |         |         |         |
| Evento | 1991-92        | 1992-93        | 1993-94        | 1994-95        | 1995-96        | 1996-97        | 1997-98        | 1998-99        | 1999-00 | 2000-01 | 2001-02 | 2002-03 | 2003-04 | 2004-05 |
| --- | -------------- | -------------- | -------------- | -------------- | -------------- | -------------- | -------------- | -------------- | ------- | ------- | ------- | ------- | ------- | ------- |
| Giochi olimpici invernali |                |                | R              |                |                |                | 2°             |                |         |         | 3°      |         |         |         |
| Campionati mondiali |                |                | 8°             | 4°             | 1°             | 2°             | 1°             | 2°             | 1°      | 1°      | 2°      | 1°      | 3°      | 4°      |
| GP Finale |                |                |                |                | 1°             | 2°             |                |                | 2°      | 2°      | 2°      |         |         |         |
| GP Nations Cup |                |                |                |                | 1°             |                |                |                |         |         |         |         |         |         |
| GP Skate America |                |                | 7°             | 2°             | 1°             | 1°             | 1°             |                | 1°      | 1°      | 1°      | 1°      |         |         |
| GP Skate Canada |                |                |                |                | 1°             |                | 1°             |                | 1°      | 2°      | 3°      |         |         |         |
| GP di Francia |                |                |                | 3°             |                | 1°             |                |                |         |         |         |         |         |         |
| Goodwill Games |                |                | 2°             |                |                |                | 1°             |                |         |         | 2°      |         |         |         |
| Internazionali: Junior |                |                |                |                |                |                |                |                |         |         |         |         |         |         |
| Campionati mondiali |                |                | 1st            |                |                |                |                |                |         |         |         |         |         |         |
| Gardena Spring Trophy |                | 1° J           |                |                |                |                |                |                |         |         |         |         |         |         |
| Nazionali |                |                |                |                |                |                |                |                |         |         |         |         |         |         |
| Campionati statunitensi | 9° J           | 6°             | 2°             | 2°             | 1°             | 2°             | 1°             | 1°             | 1°      | 1°      | 1°      | 1°      | 1°      | 1°      |
| GP = Gare entrate nel circuito Champions Series nel 1995-1996, rinominato Grand Prix dal 1998 J = Junior, R = Riserva (non ha gareggiato) |                |                |                |                |                |                |                |                |         |         |         |         |         |         |

## Opere
- Michelle Kwan, Laura James, Laura M. James, Michelle Kwan: Heart of a Champion: An Autobiography, Scholastic, 1997 ISBN 0-590-76340-7
- Michelle Kwan, Michelle Kwan: My Book of Memories: A Photo Diary, Scholastic, 1998 ISBN 0-590-45890-6
- Michelle Kwan, The Winning Attitude: What it Takes to Be a Champion, Hyperion, 1999, ISBN 0-7868-0546-3
- Michelle Kwan, Michelle Kwan Picture Book, Hyperion, 2000 ISBN 0-7868-2461-1
- Michelle Kwan, Michelle Kwan: My Special Moments, Volo, 2001 ISBN 0-7868-1580-9